# Wolfgang von Waltershausen
Wolfgang von Waltershausen (* 1900; † 1973) war ein deutscher Schauspieler.

## Leben
Wolfgang von Waltershausen war ein Nachfahre des Historikers und Goethe-Freundes Georg Friedrich Sartorius, der kurz vor seinem Tod das unterfränkische Gut Waltershausen erworben hatte. Mit dem Gut war der Erwerb des Freiherrenstandes des erblichen bayerischen Adels verknüpft; aus diesem Grund trägt die Familie seither den Namen Sartorius von Waltershausen oder nur von Waltershausen.
Wolfgang von Waltershausen ist heute vor allem durch seine Mitwirkung in dem semidokumentarischen Spielfilm Menschen am Sonntag bekannt, bei dem Robert Siodmak Regie führte. Nach dem überraschenden Erfolg dieses noch stumm gedrehten Streifens war er anschließend in Ein Burschenlied aus Heidelberg (1930) zu sehen. Im Jahr darauf setzte ihn Siodmak für den Heinz-Rühmann-Film Der Mann, der seinen Mörder sucht als Tänzer ein. Nach diesen kurzen Ausflügen ins Filmgeschäft, die von seiner Familie nicht gerade mit Wohlwollen begleitet wurden, studierte von Waltershausen Bergbau und wurde später Referent in der „Reichsgruppe Industrie“. Nach dem Krieg musste sich von Waltershausen neu orientieren. Er machte sich selbstständig und belieferte den Kulturdienst, ausländische Rundfunkanstalten, Schulen und Universitäten mit Tonkassetten und Büchern in deutscher Sprache.
Waltershausen war zweimal verheiratet. Aus der ersten Ehe mit Annemarie von Below, die 1937 geschieden wurde, ging der Sohn Ilo hervor. Seine zweite Frau Margit lernte er während des Zweiten Weltkrieges kennen.

## Filmographie
- 1930: Menschen am Sonntag
- 1930: Ein Burschenlied aus Heidelberg
- 1931: Der Mann, der seinen Mörder sucht